# ステイ・ビハインド作戦
ステイ・ビハインド作戦とは、敵がその領土を占領する事案において使用するための、秘密工作員や秘密組織を敵国の領土内に置くオペレーションである。もしこれが起こった場合、秘密工作員は敵の背後でレジスタンス運動の基地やスパイ活動を展開する。小規模作戦では個別の地域を担当し、大規模作戦においては国家全体の征服を想定するものである。
重要な規模のステイ・ビハインド作戦は、第二次世界大戦で存在している。イギリスは補助軍に置いていた。 赤軍パルチザンは、枢軸国が1940年代初期に占領したソ連領土内でステイ・ビハインドとともに活動した。 
冷戦時代では、北大西洋条約機構（NATO)と中央情報局 (CIA) が多数のヨーロッパ諸国において、ステイ・ビハインドのスポンサーとなった。それらヨーロッパ諸国は、ワルシャワ条約機構の参加国や、民主主義国における選挙で共産党が力を持った諸国における事案での活動を活性化させる傾向があった 。マーティン・パッカード（Martin Packard）によると、彼らは「レジスタンスの秘密活動において暗殺や政治的徴発・デマを含む財政・軍事・訓練的支援を受けていた」とされる
多くの隠された武器貯蔵庫が、これら「秘密の軍隊」が配置されているイタリア、オーストリア、ドイツ、オランダやその他諸国で見つかった。もっとも有名なNATOの作戦は、グラディオ作戦で、1990年10月24日にイタリア首相ジュリオ・アンドレオッティが認めたものである。
イギリスの予備隊である国防義勇軍（特殊空挺部隊（SAS）の一部隊であるアーチスト・ライフルズ）と陸軍名誉砲兵中隊は、西ドイツのイギリス担当地区にこれらステイ・ビハインド部隊を供給していた

## ステイ・ビハインド計画一覧
- 補助軍（英語版） (イギリス)
- Attack on the WSA (ルクセンブルク)
- O&I（オランダ語版） (オランダ) (ヨーロッパにおけるNATOが関与していない唯一のステイ・ビハインドの秘密組織)
- グラディオ作戦 (イタリアをベースとして諸国で活動)
  - アジンター・プレス（英語版） (ポルトガル)
  - Lochos Oreinon Katadromon, or LOK (ギリシア)
  - Operation (Red) Sheepskin (ギリシア)[3]
  - Austrian Association of Hiking, Sports and Society（英語版） (オーストリア)
  - Plan Bleu, La Rose des Vents, and Arc-en-ciel (フランス)
  - ROC (ノルウェー)
  - ベルギー人のステイ・ビハインド・ネットワーク（英語版）(SDRA8 and STC/Mob) (ベルギー)
  - ドイツ青少年同盟（英語版） – Technischer Dienst, or TD BJD (西ドイツ)
  - KgU（ドイツ語版） (CIAに強力に支援された、1948-1959の間のドイツ民主共和国に対するために西ベルリンにおかれたステイ・ビハインドの秘密組織)[5][6]
  - トルコ軍特殊作戦部隊（英語版） (トルコ)
- Nihtilä-Haahti計画（英語版） (フィンランド)
- プロジェクト26（英語版） (P-26, スイス)
- ヴェアヴォルフ (ナチス・ドイツ)
- 地域軍監視部（英語版） (オーストラリア) 公式にステイ・ビハインド業務に奉仕するための青少年の王立オーストラリア青少年部隊の公式部隊。
- Arla gryning（スウェーデン語版）とIB affair（スウェーデン語版） (スウェーデン)
- 追跡作戦（英語版） (ジブラルタル)